# Indywidualne Mistrzostwa Świata na Żużlu 1937
Indywidualne Mistrzostwa Świata na Żużlu 1937 – cykl turniejów żużlowych mających wyłonić najlepszych żużlowców na świecie. Tytuł wywalczył Amerykanin Jack Milne. Na ostatnim miejscu podium stanął również jego brat Cordy Milne. To jedyny finał w historii żużlowych mistrzostw świata, kiedy na podium stawali dwaj bracia.
Wyniki półfinałowe
| Msc. | Zawodnik         | Kraj              | Pkt |  |  |
| ---- | ---------------- | ----------------- | --- |  |  |
|      | Jack Milne       | Stany Zjednoczone | 13  |  |  |
|      | Wilbur Lamoreaux | Stany Zjednoczone | 12  |  |  |
|      | Eric Langton     | Wielka Brytania   | 12  |  |  |
|      | Eric Chitty      | Kanada            | 11  |  |  |
|      | Cordy Milne      | Stany Zjednoczone | 11  |  |  |
|      | George Newton    | Wielka Brytania   | 11  |  |  |
|      | Jack Parker      | Wielka Brytania   | 11  |  |  |
|      | Lionel van Praag | Australia         | 11  |  |  |
|      | Ginger Lees      | Wielka Brytania   | 10  |  |  |
|      | Frank Charles    | Wielka Brytania   | 10  |  |  |
|      | Joe Abbott       | Wielka Brytania   | 8   |  |  |
|      | Arthur Atkinson  | Wielka Brytania   | 8   |  |  |
|      | Frank Varey      | Wielka Brytania   | 8   |  |  |
|      | Morian Hansen    | Dania             | 7   |  |  |
|      | Bob Harrison     | Wielka Brytania   | 7   |  |  |
|      | Bill Kitchen     | Wielka Brytania   | 7   |  |  |
|      | Tommy Croombs    | Wielka Brytania   | 0   |  |  |
|      | Alec Statham     | Wielka Brytania   | 0   |  |  |

Zawody finałowe
- 2 września 1937 r. (czwartek),  Londyn – Stadion Wembley

| Msc. | Zawodnik          | Kraj              | Pkt |             |  |
| ---- | ----------------- | ----------------- | --- | ----------- |  |
| 1    | Jack Milne        | Stany Zjednoczone | 15  | (3,3,3,3,3) |  |
| 2    | Wilbur Lamoreaux  | Stany Zjednoczone | 13  | (3,3,3,1,3) |  |
| 3    | Cordy Milne       | Stany Zjednoczone | 12  | (2,3,2,3,2) |  |
| 4    | Jack Parker       | Wielka Brytania   | 10  | (2,3,1,2,2) |  |
| 5    | Ginger Lees       | Wielka Brytania   | 9   | (1,1,2,2,3) |  |
| 6    | Bill Kitchen      | Wielka Brytania   | 9   | (1,2,2,2,2) |  |
| 7    | Morian Hansen     | Dania             | 8   | (1,2,3,1,1) |  |
| 8    | Frank Charles     | Wielka Brytania   | 7   | (0,0,1,3,3) |  |
| 9    | Lionel van Praag  | Australia         | 6   | (3,0,-,3,0) |  |
| 10   | Joe Abbott        | Wielka Brytania   | 6   | (2,1,1,2,0) |  |
| 11   | Arthur Atkinson   | Wielka Brytania   | 6   | (2,0,2,1,1) |  |
| 12   | George Newton     | Wielka Brytania   | 5   | (3,0,0,0,2) |  |
| 13   | Eric Langton      | Wielka Brytania   | 4   | (1,0,0,3,0) |  |
| 14   | Eric Chitty       | Kanada            | 4   | (0,2,0,1,1) |  |
| 15   | Frank Varey       | Wielka Brytania   | 3   | (0,1,1,0,1) |  |
| 16   | Tommy Croombs     | Wielka Brytania   | 2   | (0,2,0,0,0) |  |
|      | rez. Alec Statham | Wielka Brytania   | 0   | (0)         |  |
|      | Bob Harrison      | Wielka Brytania   |     |             |  |

Uwaga! Bob Harrison nie wystąpił w finale.
Do końcowej klasyfikacji wliczono wyniki półfinałów
| Msc. | Zawodnik         | Kraj              | Pkt |  |  |
| ---- | ---------------- | ----------------- | --- |  |  |
| 1    | Jack Milne       | Stany Zjednoczone | 28  |  |  |
| 2    | Wilbur Lamoreaux | Stany Zjednoczone | 25  |  |  |
| 3    | Cordy Milne      | Stany Zjednoczone | 23  |  |  |
| 4    | Jack Parker      | Wielka Brytania   | 21  |  |  |
| 5    | Ginger Lees      | Wielka Brytania   | 19  |  |  |
| 6    | Frank Charles    | Wielka Brytania   | 17  |  |  |
| 7    | Lionel van Praag | Australia         | 17  |  |  |
| 8    | Bill Kitchen     | Wielka Brytania   | 16  |  |  |
| 9    | George Newton    | Wielka Brytania   | 16  |  |  |
| 10   | Eric Langton     | Wielka Brytania   | 16  |  |  |
| 11   | Morian Hansen    | Dania             | 15  |  |  |
| 12   | Eric Chitty      | Kanada            | 15  |  |  |
| 13   | Joe Abbott       | Wielka Brytania   | 14  |  |  |
| 14   | Arthur Atkinson  | Wielka Brytania   | 14  |  |  |
| 15   | Frank Varey      | Wielka Brytania   | 11  |  |  |
| 16   | Bob Harrison     | Wielka Brytania   | 7   |  |  |
| 17   | Tommy Croombs    | Wielka Brytania   | 2   |  |  |
| 18   | Alec Statham     | Wielka Brytania   | 0   |  |  |